# 니코스 로베르도스
니코스 로베르도스(그리스어: Λοβέρδος, 영어: Nikos Loverdos)는 스미르나 태생의 사이클 선수이다. 그는 아테네에서 열린 1896년 하계 올림픽에 참가했다.
로베르도스는 12시간 경기에 출전했으나 경기를 끝맞치지 못했다.